# Cessna 400
Cessna 400 Corvalis TT — легкий літак, розроблений компанією Lancair International під керівництвом Мартіна Голльманна (англ. Martin Hollmann). Пізніше був сертифікований до виробництва під назвою Colombia 400 компанії Colombia Aircraft. Після покупки Colombia Aircraft компанією Cessna в 2007 році, дизайн літака був повністю збережений у відповідності з оригінальною розробкою.
Модель досі перебуває в активному виробництві і є одним із найшвидкісних поршневих одномоторних літаків у світі.

## Технічні Характеристики
- Пілотів 1;
- Максимальна крейсерська швидкість - 435 км / год;
- Висота польоту - 7,620 м;
- Довжина розбігу - 579 м;
- Довжина пробігу - 792 м;
- Швидкопідйомність на рівні моря - 427 м/хв;
- Дальність польоту - 2,315 км;
- Максимальна вага - 1,633 кг;
- Злітна вага - 1,633 кг;
- Посадкова вага - 1,551 кг;
- Вага без палива - 1,497 кг;
- Місткість палива - 278 кг;
- Місткість вантажу - 329 кг;

- Висота 2.74 м;
- Довжина 7.72 м;
- Розмах крила 10.91 м;
- Стандартна місткість 4 людини;

- Виробник двигунів: Teledyne Continental;
- Модель TSIO-550-C (1);
- Потужність 310 л.с.;
- Час напрацювання на ремонт 2000 год

## Ціна
- Базова Ціна (Base Price): $688 200